# خیابان خیام
خیابان خیام، خیابانی در منطقه ۱۲ شهرداری تهران است. این خیابان شمالی-جنوبی از شمال به خیابان امام خمینی و از جنوب به خیابان شوش منتهی می‌شود. چهارراه گلوبندک در تقاطع این خیابان با خیابان پانزده خرداد و میدان محمدیه در تقاطع این خیابان با خیابان مولوی واقع شده‌اند. ورودی بازارهای دروازه نو، عباس‌آباد (مزینی) و پاچنار در این خیابان هستند. همچنین خط ۱ متروی تهران از این خیابان می‌گذرد و ایستگاه‌های متروی امام خمینی، پانزده خرداد، خیام، میدان محمدیه و شوش در این خیابان واقع شده‌اند.
در دوره قاجار این خیابان خیابان جلیل‌الملک، خیابان جلیلی و خیابان جلیل‌آباد خوانده می‌شد و در دورهٔ رضاشاه در جریان نام‌گذاری خیابان‌ها به نام شاعران ایرانی به خیام تغییر نام داد.